# Verax
Verax (лат.; рус. говорящий правду, правдивый) — пятиминутный короткометражный фильм 2013 года об Эдварде Сноудене и разоблачениях, сделанных им во время пребывания в Гонконге. Фильм был создан гонконгскими кинематографистами-любителями и размещён ими на сайте YouTube в июне 2013 года.
Лента получила название по псевдониму verax, который взял себе Сноуден для переписки с журналистами при подготовке к своим разоблачениям.
Фильм создан выходцами из Австралии, Канады, Ирландии и США. Четырьмя режиссёрами и продюсерами фильма выступили Джефф Флороу (англ. Jeff Floro), Эдвин Ли (англ. Edwin Lee, кит. 李健恩, пиньинь Lǐ Jiànēn, палл. Ли Цзяньэнь), Шон Се (кит. трад. 謝兆龍, упр. 谢兆龙, пиньинь Xiè Zhàolóng, палл. Се Чжаолун) и Маркус Цуй (кит. трад. 崔正傑, упр. 崔正杰, пиньинь Cuī Zhèngjié, палл. Цуй Чжэнцзе).
По словам авторов, этот фильм — первый из созданных о Сноудене.

## Сюжет
Фильм состоит из четырёх частей. В первой из них сотрудники ЦРУ обсуждают дело Сноудена. Во второй части появляется журналистка, состоявшая в переписке со Сноуденом. В третьей гонконгские полицейские и сотрудники министерства государственной безопасности КНР обсуждают ситуацию и пытаются найти Эдварда Сноудена. В четвёртой части перед представителями прессы появляется сам Сноуден. В конце фильма показаны документальные кадры из интервью Сноудена репортёру газеты The Guardian. Финальные титры сообщают, что Сноуден покинул Гонконг 23 июня. Определённое внимание в фильме уделено также гонконгскому отелю Mira, в котором останавливался Сноуден, а также кубику Рубика, который, по данным агентства Франс Пресс, Сноуден использовал для своей идентификации при первой встрече с журналистом The Guardian. Один из режиссёров проекта кратко описал фильм как «моментальный снимок».

## Съёмки
Фильм был снят за три-четыре дня. Во время съёмки Сноуден находился в Гонконге. К завершению производства фильма Сноуден улетел в Россию. Некоторые сцены снимались в Mira Hotel, часть в арендованных офисных помещениях.
Бюджет фильма составил ориентировочно 5000 гонконгских долларов (около 640 долларов США). Создатели фильма пояснили, что не ставили задачу получить прибыль, снимая этот фильм.

## В ролях
Актёрский состав фильма состоит из непрофессиональных актёров — друзей четырёх кинематографистов.
- Эндрю Кромик — Эдвард Сноуден
- Томас Истерлинг — резидент ЦРУ Карл Хэмилтон
- Гейб Остли — аналитик ЦРУ Оуэн Филдинг
- Эдвин Чхинь (кит. трад. 錢尚文, упр. 钱尚文, пиньинь Qián Shàngwén, палл. Цянь Шанвэнь) — офицер полиции Чхань Таклун (кит. трад. 曾德龍, упр. 曾德龙, пиньинь Zēng Délóng, палл. Цзэн Дэлун)
- Джастин Лау (кит. трад. 劉彥德, упр. 刘彦德, пиньинь Liú Yàndé, палл. Лю Яньдэ) — офицер Винсент Ли (кит. трад. 李達志, упр. 李达志, пиньинь Lǐ Dázhì, палл. Ли Дачжи)
- Синди Ван — Ванесса У (кит. трад. 胡麗莎, упр. 胡丽莎, пиньинь Hú Lìshā, палл. Ху Лиша)
- Саймон Цзэн Хао (кит. 曾昊, пиньинь Zēng Hào) — атташе Хань Вэй (кит. трад. 漢衞, упр. 汉衞, пиньинь Hàn Wèi)
- Лиша Лау (кит. трад. 劉麗斯, упр. 刘丽斯, пиньинь Liú Lìsī, палл. Лю Лисы), репортёр из газеты The South China Sentinel — Ын Шии (кит. трад. 黃詩藝, упр. 黄诗艺, пиньинь Huáng Shīyì, палл. Хуан Шии)
- Го Айбин (кит. трад. 郭愛兵, упр. 郭爱兵, пиньинь Guō Àibīng) — У Сэнвэй (кит. трад. 胡星尉, упр. Hú Xīngwèi, пиньинь Ху Синвэй), редактор The South China Sentinel.